# Ґолькув
Ґолькув (пол. Golków) — село в Польщі, у гміні Блашки Серадзького повіту Лодзинського воєводства.
Населення — 95 осіб (2011).
У 1975—1998 роках село належало до Серадзького воєводства.

## Демографія
Демографічна структура станом на 31 березня 2011 року:
|          | Загалом | Допрацездатний вік | Працездатний вік | Постпрацездатний вік |
| -------- | ------- | ------------------ | ---------------- | -------------------- |
| Чоловіки | 44      | 5                  | 35               | 4                    |
| Жінки    | 51      | 12                 | 22               | 17                   |
| Разом    | 95      | 17                 | 57               | 21                   |